# Колірний конфайнмент

Ілюстрація народження адронного струменя із початкової пари кварк-антикварк

Конфайнмент (утримання) — явище квантової хромодинаміки, яке робить неможливим існування у вільному стані кварків із колірним зарядом при нормальних умовах нижче температури Хагедорна (~1012 K). Кварки та глюони завжди спостерігаються об'єднаними в групи, що утворюють так звані «безбарвні» або «білі» частинки адрони. Наприклад, баріони, такі як протон і нейтрон, складаються з трьох кварків різних кольорів: червоного, зеленого й блакитного. Інший тип адронів, мезони, складаються з кварка та антикварка з відповідним антикольором, наприклад, зеленого й антизеленого, що вкупі теж утворюють «безбарвну» частинку. Іншими прикладами є пентакварки та гіпотетичні глюболи, що складаються виключно з колірно заряджених глюонів.
На даний момент[коли?] ще не існує аналітичного доведення цього явища в межах квантової хромодинаміки як неабелевої калібрувальної теорії (5-та проблема з задач тисячоліття). Загальне уявлення полягає в тому, що, оскільки глюони, які переносять взаємодію, також заряджені, при збільшенні відстані між кварками утворюється так звана сильновзаємодіюча глюонна трубка або струна. Як наслідок, пара взаємодіючих кварків буде зв'язана на будь-яких відстаннях, допоки енергії цієї струни не буде достатньо для утворення пари «кварк-антикварк».
Якщо внаслідок зіткнення високоенергетичних частинок у прискорювачах кварки починають розлітатися, то енергетично вигідним стає такий процес, коли з вакууму народжуються пари кварків-антикварків, які об'єднуються з початковими кварками та утворюють нові адрони. При достатній енергії цей процес може продовжуватися далі, й таким чином виникають так звані адронні струмені або джети — потоки згрупованих мезонів та баріонів. Цей процес носить назву адронізації.
Гіпотетично, при дуже великих енергіях може утворитися кварк-глюонна плазма — стан багатьох вільних кольорових кварків, взаємодія між якими екранована.

## Ренормгруповий потік константи зв'язку
Рівняння ренормалізаційної групи описує ефективну силу взаємодії (константу зв'язку) на різних просторових масштабах, або, що еквівалентно, імпульсах частинок. У КХД (далі — QCD) у першому порядку теорії збурень розв'язок має вигляд
{\displaystyle \alpha _{s}(Q^{2})={\frac {2\pi }{\left(11-{\frac {2}{3}}n_{f}\right)\ln {\frac {Q}{\Lambda _{\text{QCD}}}}}}}
де {\displaystyle \alpha _{s}} є власне константою зв'язку сильних взаємодії, {\displaystyle Q} — типовий масштаб енергії при взаємодії (наприклад, енергії кварків при розсіянні), {\displaystyle n_{f}} — кількість наближено безмасових кварків при цій енергії та {\displaystyle \Lambda _{\text{QCD}}\approx 200\,{\text{MeV}}} — масштаб конфайнменту у QCD (маса найлегших мезонів).
Цей вираз одразу демонструє дві важливі особливості QCD. По-перше, це асимптотична свобода, тобто малість взаємодії при великих {\displaystyle Q\gg \Lambda _{\text{QCD}}}. По-друге, при {\displaystyle Q\approx \Lambda _{\text{QCD}}} сила взаємодії необмежено росте. Хоча це рівняння некоректно застосовувати при великих значеннях {\displaystyle \alpha _{s}} (оскільки це лише перший порядок теорії збурень), воно дає якісний опис чому відбувається конфайнмент. Питання як відбувається конфайнмент наразі[коли?] є невирішеною проблемою сучасної фізики.

## Траєкторії Редже та модель обертання палиці

Траєкторії Редже для адронів

Спектр частинок у QCD має особливість: траєкторії Редже адронів досить добре апроксимуються лінійними залежностями спіну від квадрату маси.
Таку залежність можна приблизно описати, розглянувши модель мезона, що являє собою пряму палицю з взаємодіючих глюонів довжиною L=2R та лінійною масою σ. Розглянувши обертання цієї палиці та вважаючи, що кінці рухаються зі швидкістю світла, масу та кутовий момент можна обчислити таким чином:
{\displaystyle m=2\int \limits _{0}^{R}{\frac {\sigma }{\sqrt {1-v^{2}(r)}}}\,dr=\pi \sigma R}
{\displaystyle J=2\int \limits _{0}^{R}{\frac {\sigma rv(r)}{\sqrt {1-v^{2}(r)}}}\,dr={\frac {2}{R}}\int \limits _{0}^{R}{\frac {\sigma r^{2}}{\sqrt {1-{\frac {r^{2}}{R^{2}}}}}}\,dr={\frac {\pi \sigma R^{2}}{2}}}
Якщо порівняти ці два вирази, знаходимо, що {\displaystyle J={\frac {m^{2}}{2\pi \sigma }}=\alpha m^{2}}, де {\displaystyle \alpha } є нахилом Редже. Експериментально отримане значення лінійної маси (натягу струни): {\displaystyle \sigma \approx 0.9\,{\text{GeV}}\,{\text{fm}}^{-1}}.
Звичайно, така модель не є ідеальною, оскільки траєкторії Редже не проходять через початок координат і мають різні нахили. Однак, саме ця особливість була ключовою для гіпотези лінійного потенціалу взаємодії між кварками.

## Спроба якісно уявити явище конфайнменту
У квантовій хромодинаміці (або в більш загальному випадку квантових калібрувальних теорій), якщо відбувається зв'язок, тобто колірний конфайнмент, можливе утворення струноподібних степенів свободи, які називаються струнами QCD або трубо-потоками QCD. Наразі[коли?] не існує загальноприйнятого опису, яким чином струноподібні об'єкти з'являються з фундаментальної теорії взаємодій кварків та глюонів. Одним із можливих способів є утворення колірно заряджених тунельних струмів. Можна уявити, що електрична складова колірно зарядженого поля проходить між статичними кварком та антикварком і, через певні причини, має вигляд циліндра, переріз якого не залежить від відстані L між кварком та антикварком. У цьому випадку, енергія глюонного поля росте зі збільшенням відстані: {\displaystyle E=\sigma L}, де {\displaystyle \sigma =\int \,dx_{\perp }^{2}{\frac {E_{k}^{a}(x)E_{k}^{a}(x)}{2}}}, а поле {\displaystyle E_{k}^{a}(x)=F_{0k}^{a}(x)}, інтеграл береться по перерізу тунельного струму. Недолік цієї моделі полягає в тому, що вона не здатна описати розрив струни. У реальній QCD не спостерігається нескінченого лінійного зростання енергії взаємодії. На дуже малих відстанях домінує асимптотична свобода, потенціал має вигляд Кулона; на середніх відстанях утворюється тунельний потік поля, потенціал лінійний; на великих відстанях енергетично вигідніше утворити кварк та антикварк пару з масами {\displaystyle m_{q}}, і зламати тунельний потік поля — колірне поле статичних кварків екранується динамічними полями.

## Петля Вільсона та кварковий потенціал
Якісно новий підхід у розумінні сильних взаємодій можна отримати, розглядаючи систему на {\displaystyle d}-вимірній ґратці. Подібний аналіз є загальним, тобто описує не лише сильні взаємодії, але й довільну калібрувальну теорію. Калібрувальні поля задаються дискретно своїми значеннями {\displaystyle A_{\mu }(x)} на лінках (зв'язках) між точками {\displaystyle x} та {\displaystyle x+a{\hat {\mu }}} ({\displaystyle a} — стала ґратки, {\displaystyle \mu ={\overline {0,d-1}}} — напрямок від точки). Для опису динаміки цих полів Вільсон запропонував застосувати як ступені свободи величину
{\displaystyle U_{\mu }(x)=\exp(igaA_{\mu }(x))=\exp(igaA_{\mu }^{k}(x)t_{k})}
замість безпосередньо польових змінних; {\displaystyle t_{k}} — генератори групи симетрії. Перевага цього підходу полягає в тому, що за допомогою {\displaystyle U_{\mu }(x)} можна сконструювати дію системи та досліджувати калібрувально-інваріантні спостережувані величини. Дія набуває вигляд
{\displaystyle S=-{\frac {1}{g^{2}}}\sum _{\underset {x}{\mu <\nu }}{\text{Tr}}\,\left[U_{\mu }(x)U_{\nu }(x+a{\hat {\mu }})U_{\mu }^{*}(x+a{\hat {\nu }})U_{\nu }^{*}(x)+{\text{h.c.}}\right]}
Ця дія є коректною, оскільки дійсно у неперервному ліміті {\displaystyle a\rightarrow 0} переходить у,
{\displaystyle S{\overset {a\rightarrow 0}{\longrightarrow }}-{\frac {1}{2}}\int d^{d-1}x\,{\text{Tr}}\,F^{\mu \nu }F_{\mu \nu },\qquad F_{\mu \nu }=\partial _{\mu }A_{\nu }-\partial _{\nu }A_{\mu }-ig[A_{\mu },A_{\nu }]}
Де {\displaystyle F_{\mu \nu }} це тензор електромагнітного поля в теорії Янга-Міллса. Кожен доданок у сумі для дії є послідовним перемноженням чотирьох {\displaystyle U} на квадраті (плакетці) зі сторонами {\displaystyle \mu } та {\displaystyle \nu }. Ця комбінація є калібрувально-інваріантною, що можна побачити з наступного правила перетворення:
{\displaystyle U_{\mu }(x)\rightarrow G(x)U_{\mu }(x)G(x+a{\hat {\mu }})}
яке в неперервному ліміті набуває правильного вигляду
{\displaystyle A_{\mu }(x)\rightarrow G(x)A_{\mu }(x)G^{\dagger }(x)-{\frac {i}{g}}G(x)\partial _{\mu }G^{\dagger }(x)}
Петлею Вільсона називається калібрувально-інваріантна величина, що є узагальненням виразу {\displaystyle U_{\mu }(x)U_{\nu }(x+a{\hat {\mu }})U_{\mu }^{*}(x+a{\hat {\nu }})U_{\nu }^{*}(x)} на довільному замкненому контурі {\displaystyle C}:
{\displaystyle W_{C}(\{A_{\mu }\})={\text{Tr}}\,\prod _{x\in C}U_{\mu }(x)}
Фізичний зміст цієї величини є найбільш прозорим саме в описі за допомогою ґратки, однак {\displaystyle W_{C}} можна одразу визначити й у неперервній теорії поля:
{\displaystyle W_{C}(\{A_{\mu }\})={\text{Tr}}\,{\mathcal {P}}\exp \left(ig\oint _{C}dx^{\mu }A_{\mu }(s)\right)}
де контур {\displaystyle C=\{x_{\mu }(s)\}} задається параметром {\displaystyle s}, а символ упорядкування {\displaystyle {\mathcal {P}}} ставить множники з більшими значеннями {\displaystyle s} зліва від множників з меншими.
Мезонний потенціал
Щоб якісно зрозуміти фізичний зміст петлі Вільсона, розглянемо теорію з масивними нерухомими скалярними частинками {\displaystyle \phi }, що взаємодіють із калібрувальними полями на ґратці. Дія:
{\displaystyle S=\sum _{x}m^{2}\phi ^{\dagger }(x)\phi (x)+\sum _{x,\mu }{\frac {\phi ^{\dagger }(x)}{a^{2}}}{\big (}\phi (x)-U_{\mu }(x)\phi (x+a{\hat {\mu }}){\big )}}
Оператор
{\displaystyle Q(R,t)=\phi ^{\dagger }(0,t)U_{1}(a{\hat {1}},t)U_{1}(2a{\hat {1}},t)\dots U_{1}((R-a){\hat {1}},t)\phi (R{\hat {1}},t)}
є калібрувально-інваріантним виразом, що народжує частинку у точці {\displaystyle x=0} та античастинку у {\displaystyle x=R{\hat {1}}}. З функціонального інтегралу можна показати, що для фіксованої конфігурації калібрувальних полів (інтегруючи лише {\displaystyle \phi }):
{\displaystyle \langle Q^{\dagger }(R,T)Q(R,0)\rangle _{\phi }\approx {\text{Tr}}\,{\bigg [}\langle \phi (R{\hat {1}},0)\phi ^{\dagger }(R{\hat {1}},T)\rangle \,\,\,U^{\dagger }{\big (}(R-a){\hat {1}},T{\big )}\dots U^{\dagger }{\big (}a{\hat {1}},T{\big )}\,\,\,\langle \phi (0,T)\phi ^{\dagger }(0,0)\rangle \,\,\,U{\big (}a{\hat {1}},0{\big )}\dots U{\big (}(R-a){\hat {1}},0{\big )}{\bigg ]}\approx O(m^{-4(T+1)}){\text{Tr}}\,[UU\dots U]_{C}}
де контур {\displaystyle C} є межею прямокутника {\displaystyle [0,R{\hat {1}}]\times [0,T{\hat {0}}]}.

Таким чином петлю Вільсона можна інтерпретувати як амплітуду народження пари частинки та античастинки та їх подальшої анігіляції. Зокрема, її можна безпосередньо пов'язати до кварк-антикваркової взаємодії у мезоні.
З операторного формалізму в евклідовому часі ми маємо
{\displaystyle \langle Q^{\dagger }(T)Q(0)\rangle {\overset {T\rightarrow \infty }{\Longrightarrow }}{\frac {\sum _{nm}\langle 0|Q^{\dagger }|n\rangle \langle n|e^{-HT}|m\rangle \langle m|Q|0\rangle }{\langle 0|e^{-HT}|0\rangle }}=\sum \limits _{n}|c_{n}|^{2}e^{-(E_{n}-E_{0})T}}
де {\displaystyle H} — гамільтоніан калібрувальних полів при фіксованих джерелах у вигляді двох частинок.
У границі {\displaystyle T\rightarrow \infty } домінуючий вклад походить від першого збудженого рівня з енергією зв'язку {\displaystyle E_{1}-E_{0}\equiv V(R)}. Отже, петля Вільсона, розрахована в евклідовому часі по контуру у вигляді прямокутника {\displaystyle R\times T} визначає енергію калібрувальної струни, що пов'язує дві частинки:
{\displaystyle \langle W(R,T)\rangle \sim e^{-V(R)\cdot T}}
Еквівалентно можна записати такі співвідношення:
{\displaystyle V_{q{\bar {q}}}(R)=-\lim _{T\rightarrow \infty }{\frac {\langle \log W(R,T)\rangle }{T}}=-\lim _{T\rightarrow \infty }{\frac {1}{a}}\log {\frac {\langle W(R,T+a)\rangle }{\langle W(R,T)\rangle }},\qquad \sigma _{q{\bar {q}}}(R)\equiv {\frac {V_{q{\bar {q}}}(R)}{R}}=-\lim _{T\rightarrow \infty }{\frac {\langle \log W(R,T)\rangle }{R\cdot T}}}

Баріонний потенціал
Аналогічно можна розглянути взаємодію між трьома кварками у баріоні, пов'язавши її до петлі Вільсона спеціальної форми (так звана книжкова спостережувана). Однак, тричастинковий потенціал, або форма глюонної конфігурації, що пов'язує кварки в баріоні, наразі невідома. Розглядають два варіанти: {\displaystyle \Delta }-закон, в якому глюонні струни натягнуто між кожною парою кварків, та {\displaystyle Y}-закон, в якому струни з'єднуються в точці Ферма-Торічеллі трикутника.
{\displaystyle V_{\Delta }=\sigma _{qqq}\Delta ,\qquad \Delta ={\frac {1}{2}}\sum _{(ij)}|x_{i}-x_{j}|}
{\displaystyle V_{Y}=\sigma _{qqq}Y,\qquad Y=\min _{x_{0}}\sum _{i=1}^{3}|x_{i}-x_{0}|}
З Монте-Карловських розрахунків, маємо, що: {\displaystyle \sigma _{q{\bar {q}}}\approx \sigma _{qqq}}, тобто, натяг глюонної струни однаковий для три-кваркової взаємодії та для кварк-антикваркової взаємодії, i, здається, не залежить від форми.

## Порядокконфайнмента
Згідно з теоремою Елітцура, калібрувальну теорію неможливо спонтанно порушити, тому не можна запровадити параметр, аналогічний параметру порядку в моделі Ізінга або теорії Ландау-Гінзбурга. Однак, можна відокремити три можливі фази, що відрізняються асимптотичною поведінкою петлі Вільсона.
Масивна фаза
Міжчастинковий потенціал є потенціалом Юкави:
{\displaystyle V(R)=-g^{2}{\frac {e^{-mR}}{R}}+2V_{0}}
де {\displaystyle V_{0}} є власною енергією взаємодіючих частинок. Значення петлі Вільсона визначається периметром контуру {\displaystyle P(C)}:
{\displaystyle W_{C}\sim \exp[-V_{0}P(C)]}
Безмасова фаза
Міжчастинковий потенціал є звичайним кулонівським потенціалом:
{\displaystyle V(R)=-{\frac {g^{2}(R)}{R}}+2V_{0}}
при цьому {\displaystyle g} залежить від {\displaystyle R} не сильніше, ніж логарифмічно. Петля Вільсона дорівнює
{\displaystyle W_{C}\sim \exp[-2V_{0}T+g^{2}T/R]}
та знову зводиться до залежності від периметра при {\displaystyle R\gg V_{0}^{-1}}.

Фаза конфайнменту (фаза магнітного безладу)
Потенціал асимптотично лінійний:
{\displaystyle V(R)=\sigma R+2V_{0}}
Суттєвою відміною цієї фази від перших двох є залежність від площі петлі Вільсона {\displaystyle A(C)}:
{\displaystyle W_{C}\sim \exp[-\sigma A(C)-V_{0}P(C)]}

## Моделі, що мають конфайнмент
Окрім QCD у чотирьох просторово-часових вимірах, двовимірна модель Швінгера також має конфайнмент. Компактні абелеві калібрувальні теорії також проявляють конфайнмент у 2 та 3 просторово-часових вимірах. Нещодавно[коли?] було знайдено конфайнмент в елементарних збудженнях магнітних систем, званих спінонами[джерело?].